# Polair aprotisch oplosmiddel
Polaire aprotische oplosmiddelen (ook wel aangeduid als dipolair aprotisch oplosmiddel of DAS-solvent) zijn oplosmiddelen die het oplossend vermogen voor ionen met de protische oplosmiddelen delen, maar ze bezitten geen zure waterstofatomen. Deze oplosmiddelen hebben in de regel een hoge diëlektrische constante en een grote polariteit.
Protische polaire oplosmiddelen bevorderen de SN1-reactie, aprotische oplosmiddelen bevorderen de SN2-reactie. Naast effecten van het oplosmiddel kan het gebruik van een aprotisch oplosmiddel ook noodzakelijk zijn om de reactie te kunnen uitvoeren. Reacties waarbij zeer sterke basen gebruikt worden zoals Grignard-reagentia of n-butyllithium kunnen niet in een protisch oplosmiddel worden uitgevoerd: het reagens reageert met het oplosmiddel in plaats van met zijn bedoelde reactiepartner.

## Lijst
Dit is een lijst met polair aprotische oplosmiddelen:
- cyclohexanon
- dihydrolevoglucosenon (cyreen)
- dimethylaceetamide (DMA)
- dimethylformamide (DMF)
- dimethylsulfoxide (DMSO)
- 1,4-dioxaan
- hexamethylfosfortriamide (HMPA)
- N-methylpyrrolidon (NMP)
- propyleencarbonaat
- sulfolaan

In beperktere mate kan ook tetrahydrofuraan (THF) als een polair aprotische oplosmiddel beschouwd worden.